# Eleccions al Parlament Europeu de 2009 a Iparralde
Les eleccions al Parlament Europeu de 2009 es van celebrar entre el 4 i el 7 de juny a tots els Estats de la Unió Europea amb l'objectiu d'escollir els eurodiputats de la setena legislatura del Parlament Europeu, que s'inicià el 2009 i es preveu que es perllongui fins al 2014. A França, l'Estat al qual forma part Iparralde la cita electoral fou el 7 de juny. L'electorat havia d'escollir els 10 diputats i diputades que corresponen a la circumscripció del Sud-Oest que agrupa les regions del Llenguadoc-Rosselló, Migdia-Pirineus i Aquitània.
Els resultats per territoris foren:

## Lapurdi
La participació va ser del 42,61% i es van registrar un 3,79% de vots blancs i nuls.
| Cap de llista        | Partit/s                                        | Vots   | Percentatge |
| -------------------- | ----------------------------------------------- | ------ | ----------- |
| Dominique Baudis     | Majoria Presidencial                            | 22.302 | 30,35       |
| José Bové            | Europe Écologie (Els Verds i RPS)               | 11.534 | 15,69       |
| Kader Arif           | Partit Socialista (PS)                          | 10.308 | 14,02       |
| Robert Rochefort     | Moviment Demòcrata (MoDem)                      | 6.898  | 9,38        |
| Ixabel Etxeberria    | Euskal Herriaren Alde (EHA)                     | 4.244  | 5,77        |
| Jean-Luc Melenchon   | Front d'Esquerra (FG)                           | 3.837  | 5,23        |
| Myriam Martin        | Nou Partit Anticapitalista (NPA)                | 3.318  | 4,51        |
| Jean Tellechea       | Partit Nacionalista Basc (EAJ-PNB)              | 2.429  | 3,30        |
| Patrice Drevet       | Aliança Ecologista Independent (AEI)            | 2.410  | 3,28        |
| Louis Aliot          | Front Nacional (FN)                             | 2.405  | 3,27        |
| Eddie Puyjalon       | Libertas (MPF i CPNT)                           | 1.713  | 2,33        |
| Henri Temple         | Debout la République                            | 742    | 1,02        |
| Sandra Torremocha    | Lluita Obrera (LO)                              | 591    | 0,80        |
| Jean-Claude Martínez | L'Europe de la vie!                             | 490    | 0,67        |
| Douce de Franclieu   | Alternativa Liberal (AL)                        | 170    | 0,23        |
| Raymond Faura        | Europe Démocratie Espéranto                     | 97     | 0,13        |
| Sylvie Barbe         | Europe décroissance                             | 15     | 0,02        |
| David Carayol        | Newropeans                                      | 3      | 0,00        |
| Vicent Jacob         | Union des gens                                  | 2      | 0,00        |
| Robert Raich         | Partit Humanista (PH)                           | 1      | 0,00        |
| Alain Terrien        | Rassemblement pour l'initiative citoyenne (RIC) | 1      | 0,00        |

## Baixa Navarra
La participació va ser del 46,18% i es van registrar un 5,22% de vots blancs i nuls.
| Cap de llista        | Partit/s                                        | Vots  | Percentatge |
| -------------------- | ----------------------------------------------- | ----- | ----------- |
| Dominique Baudis     | Majoria Presidencial                            | 3.126 | 28,65       |
| José Bové            | Europe Écologie (Els Verds i RPS)               | 1.828 | 16,75       |
| Robert Rochefort     | Moviment Demòcrata (MoDem)                      | 1.592 | 14,59       |
| Ixabel Etxeberria    | Euskal Herriaren Alde (EHA)                     | 974   | 8,93        |
| Kader Arif           | Partit Socialista (PS)                          | 934   | 8,56        |
| Jean Tellechea       | Partit Nacionalista Basc (EAJ-PNB)              | 506   | 4,64        |
| Eddie Puyjalon       | Libertas (MPF i CPNT)                           | 506   | 4,64        |
| Myriam Martin        | Nou Partit Anticapitalista (NPA)                | 382   | 3,50        |
| Louis Aliot          | Front Nacional (FN)                             | 257   | 2,36        |
| Jean-Luc Melenchon   | Front d'Esquerra (FG)                           | 256   | 2,35        |
| Patrice Drevet       | Aliança Ecologista Independent (AEI)            | 231   | 2,12        |
| Jean-Claude Martínez | L'Europe de la vie!                             | 109   | 1,00        |
| Sandra Torremocha    | Lluita Obrera (LO)                              | 93    | 0,85        |
| Henri Temple         | Debout la République                            | 73    | 0,67        |
| Douce de Franclieu   | Alternativa Liberal (AL)                        | 19    | 0,17        |
| Raymond Faura        | Europe Démocratie Espéranto                     | 18    | 0,16        |
| David Carayol        | Newropeans                                      | 4     | 0,04        |
| Sylvie Barbe         | Europe décroissance                             | 1     | 0,01        |
| Robert Raich         | Partit Humanista (PH)                           | 1     | 0,01        |
| Vicent Jacob         | Union des gens                                  | 0     | 0,00        |
| Alain Terrien        | Rassemblement pour l'initiative citoyenne (RIC) | 0     | 0,00        |

## Zuberoa
La participació va ser del 47,15% i es van registrar un 6,04% de vots blancs i nuls.
| Cap de llista        | Partit/s                                        | Vots  | Percentatge |
| -------------------- | ----------------------------------------------- | ----- | ----------- |
| Dominique Baudis     | Majoria Presidencial                            | 1.325 | 22,72       |
| Kader Arif           | Partit Socialista (PS)                          | 1.016 | 17,42       |
| Robert Rochefort     | Moviment Demòcrata (MoDem)                      | 783   | 13,43       |
| José Bové            | Europe Écologie (Els Verds i RPS)               | 697   | 11,95       |
| Jean-Luc Melenchon   | Front d'Esquerra (FG)                           | 518   | 8,88        |
| Ixabel Etxeberria    | Euskal Herriaren Alde (EHA)                     | 394   | 6,76        |
| Myriam Martin        | Nou Partit Anticapitalista (NPA)                | 295   | 5,06        |
| Eddie Puyjalon       | Libertas (MPF i CPNT)                           | 203   | 3,48        |
| Jean Tellechea       | Partit Nacionalista Basc (EAJ-PNB)              | 167   | 2,86        |
| Louis Aliot          | Front Nacional (FN)                             | 134   | 2,30        |
| Patrice Drevet       | Aliança Ecologista Independent (AEI)            | 124   | 2,13        |
| Jean-Claude Martínez | L'Europe de la vie!                             | 67    | 1,15        |
| Sandra Torremocha    | Lluita Obrera (LO)                              | 60    | 1,03        |
| Henri Temple         | Debout la République                            | 31    | 0,53        |
| Douce de Franclieu   | Alternativa Liberal (AL)                        | 11    | 0,19        |
| Raymond Faura        | Europe Démocratie Espéranto                     | 5     | 0,09        |
| Vicent Jacob         | Union des gens                                  | 1     | 0,02        |
| Sylvie Barbe         | Europe décroissance                             | 0     | 0,00        |
| David Carayol        | Newropeans                                      | 0     | 0,00        |
| Robert Raich         | Partit Humanista (PH)                           | 0     | 0,00        |
| Alain Terrien        | Rassemblement pour l'initiative citoyenne (RIC) | 0     | 0,00        |

## Conjunt d'Iparralde(els tres territoris)
La participació va ser del 43,29% i es van registrar un 4,11% de vots blancs i nuls.
| Cap de llista        | Partit/s                                        | Vots   | Percentatge |
| -------------------- | ----------------------------------------------- | ------ | ----------- |
| Dominique Baudis     | Majoria Presidencial                            | 26.753 | 29,64       |
| José Bové            | Europe Écologie (Els Verds i RPS)               | 14.059 | 15,58       |
| Kader Arif           | Partit Socialista (PS)                          | 12.258 | 13,58       |
| Robert Rochefort     | Moviment Demòcrata (MoDem)                      | 9.273  | 10,28       |
| Ixabel Etxeberria    | Euskal Herriaren Alde (EHA)                     | 5.612  | 6,22        |
| Jean-Luc Melenchon   | Front d'Esquerra (FG)                           | 4.611  | 5,11        |
| Myriam Martin        | Nou Partit Anticapitalista (NPA)                | 3.995  | 4,43        |
| Jean Tellechea       | Partit Nacionalista Basc (EAJ-PNB)              | 3.102  | 3,44        |
| Louis Aliot          | Front Nacional (FN)                             | 2.796  | 3,10        |
| Patrice Drevet       | Aliança Ecologista Independent (AEI)            | 2.765  | 3,06        |
| Eddie Puyjalon       | Libertas (MPF i CPNT)                           | 2.422  | 2,68        |
| Henri Temple         | Debout la République                            | 846    | 0,94        |
| Sandra Torremocha    | Lluita Obrera (LO)                              | 744    | 0,82        |
| Jean-Claude Martínez | L'Europe de la vie!                             | 666    | 0,74        |
| Douce de Franclieu   | Alternativa Liberal (AL)                        | 200    | 0,22        |
| Raymond Faura        | Europe Démocratie Espéranto                     | 120    | 0,13        |
| Sylvie Barbe         | Europe décroissance                             | 16     | 0,02        |
| David Carayol        | Newropeans                                      | 7      | 0,01        |
| Vicent Jacob         | Union des gens                                  | 3      | 0,00        |
| Robert Raich         | Partit Humanista (PH)                           | 1      | 0,00        |
| Alain Terrien        | Rassemblement pour l'initiative citoyenne (RIC) | 1      | 0,00        |